# Jean-Baptiste Vaquette de Gribeauval

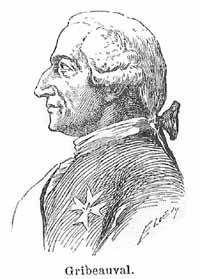
Jean-Baptiste Vaquette de Gribeauval.

Jean-Baptiste Vaquette de Gribeauval, född 15 september 1715, död 9 maj 1789, var en fransk militär.
Gribeauval inträdde 1732 i artilleriet och tjänstgjorde som general i österrikiska armén 1757–1763. Han återinträdde 1763 som generalinspektör för artilleriet i fransk tjänst och omorganiserade i denna egenskap trots kraftigt motstånd det franska artilleriet. År 1765 blev Gribauval generallöjtnant, och 1774 hade han genomfört sitt system, varigenom fältartilleriet helt skildes från belägringsartilleriet. Det nya fältartilleriet var uppdelat i tre pjäser. 4 pundare (1.8kg), 8 pundare (3.6kg), 12 pundare (5.4kg) och en 6.5 tum haubits. Han blev slutligen guvernör för stora arsenalen.